# Macropodoidea
Macropodoidea – nadrodzina ssaków niższych z podrzędu workolotokształtnych (Phalangerida) w obrębie rzędu dwuprzodozębowców (Diprotodontia).

## Zasięg występowania
Nadrodzina obejmuje gatunki występujące na Nowej Gwinei i w Australii.

## Podział systematyczny
Do nadrodziny należą następujące występujące współcześnie rodziny:
- Hypsiprymnodontidae R. Collett, 1877 – torebnikowate – jedynym żyjącym współcześnie przedstawicielem jest Hypsiprymnodon moschatus E.P. Ramsay, 1876 – torebnik piżmowy
- Potoroidae J.E. Gray, 1821 – kanguroszczurowate
- Macropodidae J.E. Gray, 1821 – kangurowate

Opisano również rodzinę wymarłą:
- Balbaridae Flannery, M. Archer & Plane, 1983[5]

oraz taksony o niepewnej pozycji systematycznej:
- Bulungamayinae Flannery, M. Archer & Plane, 1983[6]
- Ngamaroo Kear & Pledge, 2007[7]
- Propleopodinae M. Archer & Flannery, 1985[8].